# Лунное сальто
Лунное сальто (англ. Moonsault), также известное как мунсолт, мунсолт-пресс или удар с обратного сальто (англ. back flip splash) — одна из разновидностей воздушных атак в реслинге, введённая впервые Мандо Герреро. Популярность лунному сальто в японском и американском промоушенах реслинга обеспечил Кэйдзи Муто, хотя этот приём использовал ещё до него Ланни Поффо.
Корни лунного сальто уходят в гимнастическое обратное сальто. Этот приём исполняется при прыжке с верхнего каната ринга: рестлер становится спиной к противнику и совершает сальто назад (бэкфлип), атакуя противника в прыжке и сваливаясь на него (атака «сплэш» или «пресс»). При прыжке он должен смотреть в ту же сторону, куда смотрел до прыжка. Обычно лунное сальто совершается с верхнего каната ринга, при этом противник должен лежать на животе и уткнуться лицом в пол. Существуют разные вариации, в которых рестлер прыгает на стоящего оппонента и опрокидывает его на землю — это более мощная версия «сплэша» благодаря большей скорости движения рестлера, однако исполняется редко. Существует дальнейшее развитие этого лунного сальто — рестлер своим туловищем наносит удар по туловищу противника сверху, опрокидывая его на маты и тем самым обеспечивая позицию для удержания и победы в матче.

## Варианты

### Лунное сальто в штопоре
Лунное сальто в штопоре (англ. corkscrew moonsault) — разновидность сальто с вращением. Рестлер становится на верхний канат, угол ринга или иной трамплин, после чего совершает сальто с поворотом на 360°. Приземление не отличается от обычного лунного сальто.

### Лунное сальто с двойным прыжком
Вариация лунного сальто с трамплина. Рестлер отталкивается от среднего каната, чтобы запрыгнуть на верхний, и оттуда спрыгивает, совершая лунное сальто. Его называют также «Лунное сальто с двойным трамплином» (англ. double springboard moonsault) или «Идеальное лунное сальто» (англ. picture perfect moonsault). В исполнении Кристофера Дэниэлса получило название «Наилучшее сальто» (англ. Best Moonsault Ever / BME).

### Лунное сальто с двойным оборотом
После первоначального двойного сальто совершается ещё один оборот. Существуют два варианта сальто с двойным оборотом — лунное сальто Асаи и обычное лунное сальто с верхнего крепления для канатов на ринг с двумя оборотами. В первом варианте рестлер становится на маты за пределами ринга — «фартук», противник находится за пределами ринга. Исполняющий прыгает на первый или второй канат и затем совершает сальто, но при этом в момент прыжка поджимает ноги, уменьшая тем самым сопротивление, и затем совершает второе сальто, приземляясь на стоящего противника. Высота прыжка и чуть более долгая возможность управлять телом в полёте сделали этот вариант самым популярным. Его популяризовал Джек Эванс под названием «Stuntin' 101», который также умел исполнять лунное сальто в штопоре.
При втором варианте рестлер залезает на верхний канат и совершает сальто, поджимая ноги: это уменьшает сопротивление воздуха и позволяет ему после первого полного оборота совершить второй на 270° и прыгнуть на соперника, лежащего на ринге. Популяризовал его Рикошет.

### Лунное сальто с тройным прыжком
Вариация лунного сальто с двойным прыжком. Рестлер запрыгивает на стул или другую платформу, затем на канат и делает оттуда лунное сальто прямо на противника. Фирменный приём Сабу.

### Лунное сальто с боковым броском

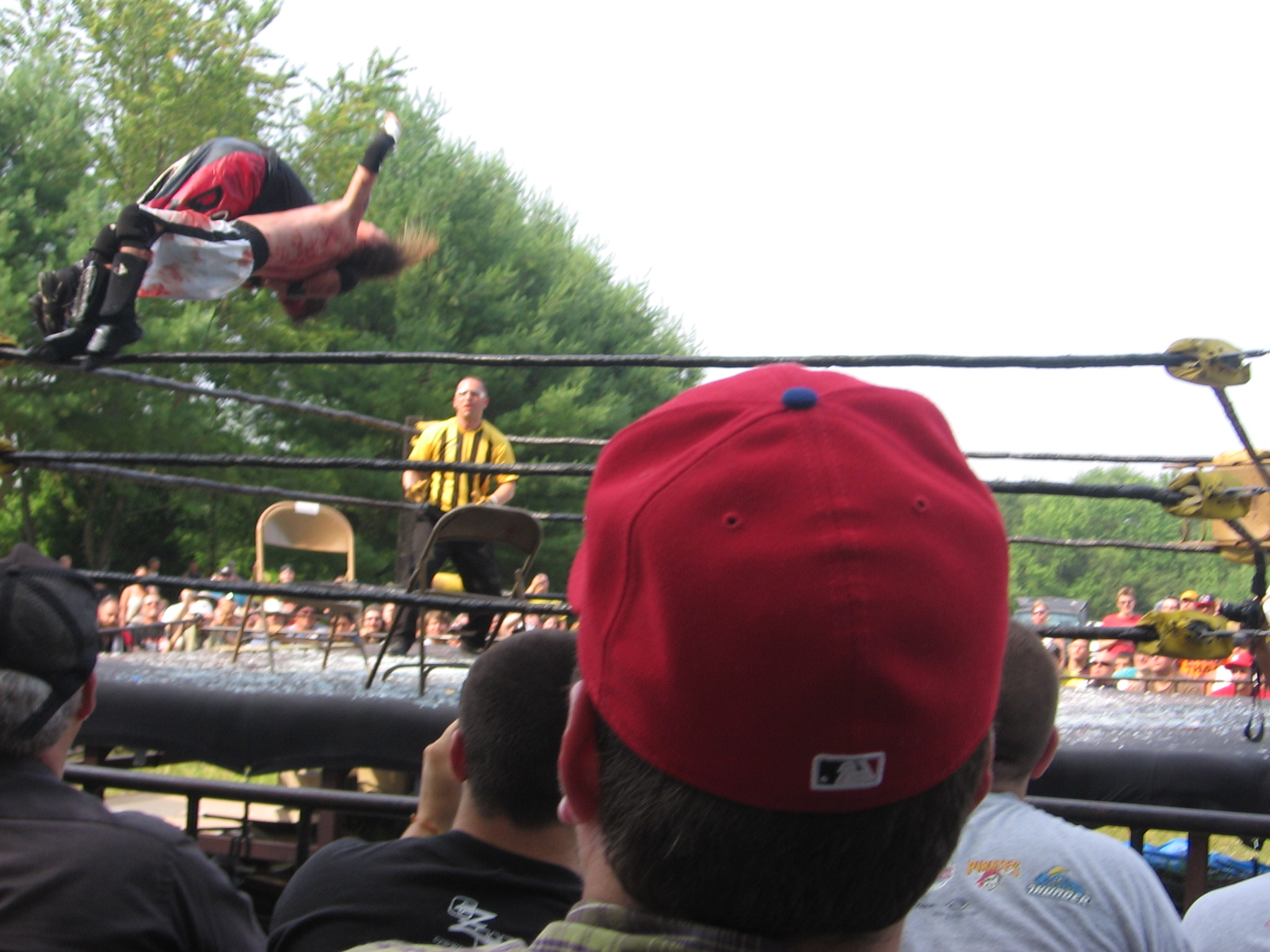
Испанский полёт Скотти Вортекса в бою против Дисфанкшна

Это любой приём, если рестлер становится на платформу, захватывает противника и совершает сальто, не опуская противника и роняя его на маты. Это «Сольный испанский полёт» (англ. Solo Spanish fly). Существуют разные вариации, в том числе живот-к-животу и с боковым броском-слэмом, последнюю можно исполнять и стоя.

### Круговое лунное сальто
Оно же известно как «боковое» (англ. sideways moonsault), «катящееся» (англ. rolling moonsault), «круговой сплэш» (англ. rounding splash) и «мунсолт оригинального стиля» (англ. Original-style moonsault). Атакующий забирается на верхний канат или другую платформу, стоя спиной к противнику, после чего поворачивает своё тело на бок горизонтально и прыгает на грудь противнику, завершая прыжок поворотом тела в сторону крепления канатов ринга. Ещё один вариант — атакующий становится лицом к противнику, наклоняется вперёд и прыгает, совершая полуоборот тела в горизонтальной плоскости (словно гимнастическое «колесо» в воздухе) и прыгая на грудь противника. Это завершающий приём Алексы Блисс под названием «Twisted Bliss». Также он характерен для Даны Брук, которая бежит на лежащего противника: оба совершают повороты своих тел в противоположные стороны.

### Лунное сальто со скрещенными ногами

Секси Эдди совершает сальто со скрещенными ногами

Взобравшийся на угол ринга рестлер кладёт ноги на левый и правый верхние канаты, использует силу их натяжения для переворота и прыгает на противника. Вариант — «Арабский пресс» (англ. Arabian Press), когда рестлер делает это на одном канате и благодаря силе натяжения совершает сальто на противника.

#### Лунное сальто в штопоре со скрещенными ногами

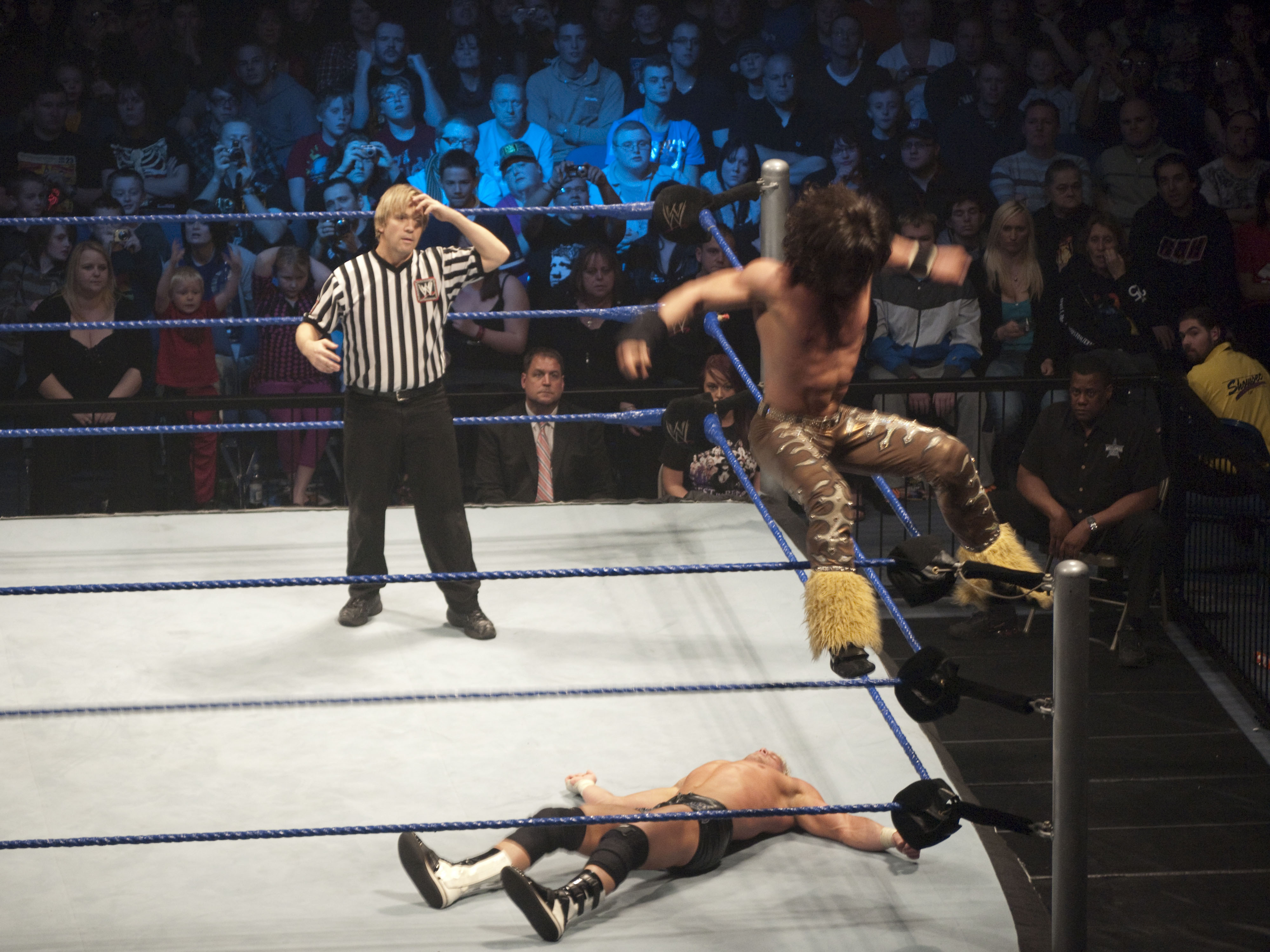
Джон Моррисон исполняет «Боль Звёздного Корабля» (Starship Pain) — лунное сальто в штопоре со скрещенными ногами — на Дольфе Зигглере

Рестлер, взобравшись на канаты и положив на них ноги, совершает «штопор» после прыжка и использует силу натяжения канатов. Его применяет Джон Моррисон под названием «Боль Звёздного Корабля» (англ. Starship Pain).

### Лунное сальто с трамплина

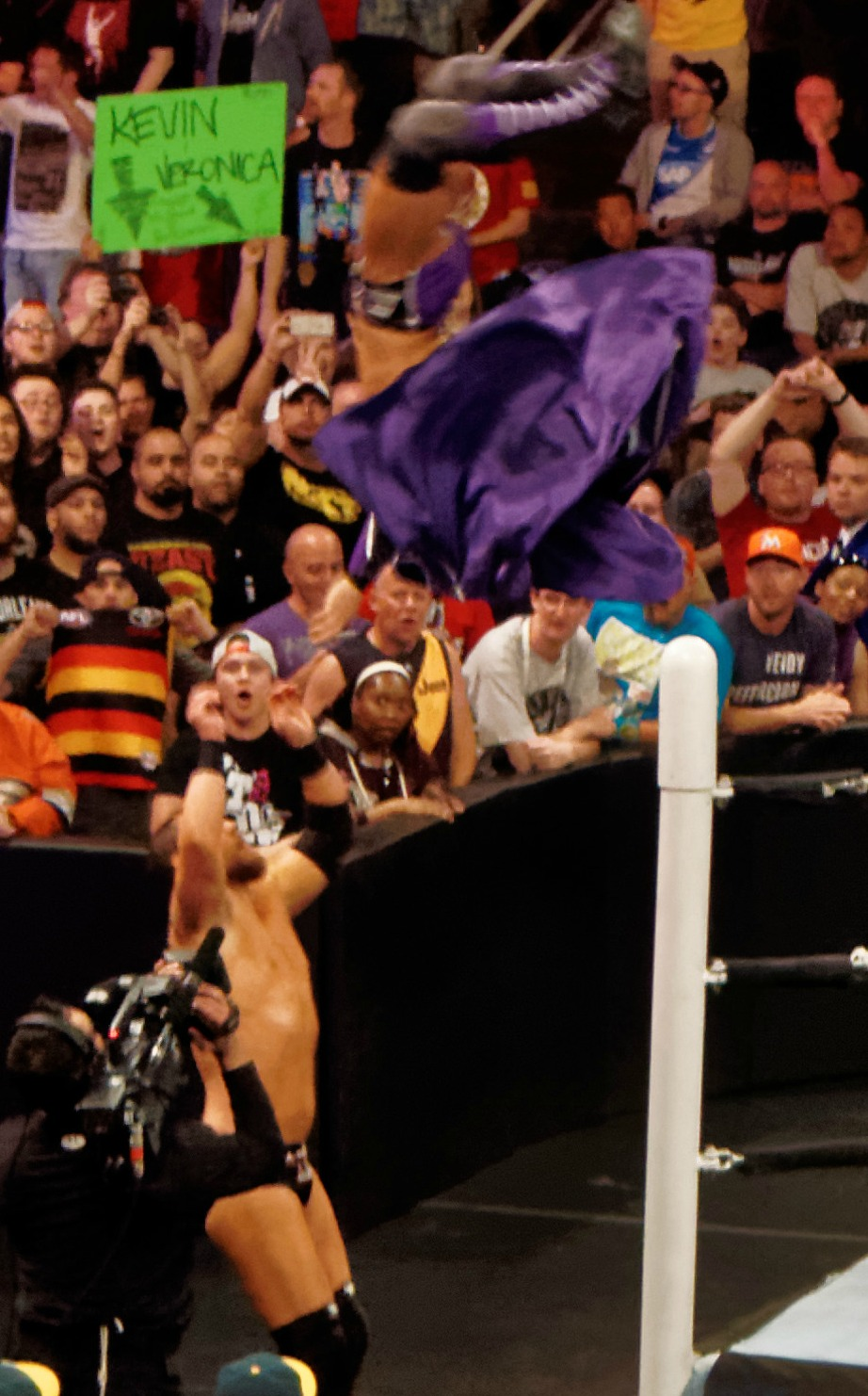
Невилл исполняет лунное сальто с трамплина против Кёртиса Акселя

Рестлер при проведении подобного приёма отталкивается от каната, совершает затем бэкфлип и приземляется на противника. Среди лучадоров этот приём называется «La Quebrada» или «Quebrada». Его исполняет Крис Джерико, отталкиваясь от второго каната — в его арсенале этот приём известен как «Прыжок льва» (англ. Lionsault). Если противник находится вне пределов ринга, то этот приём называется «лунное сальто Асаи» — в честь рестлера Ёсихиро Асаи, известного как Ультимо Драгон. Его же можно считать основой для проведения обратного ДДТ.

### Лунное сальто стоя
Рестлер делает бэкфлип на матах, прыгая на противника. Перед этим может быть совершён рондад.

### Фаллавэй-слэм
Рестлер совершает захват противника, как при проведении фоллавэй-слэма, но не бросает его назад, а совершает сальто и опрокидывает противника. Его исполняли Скотт Штайнер и Тревор Ли, причём Штайнер использовал его как часть приёма кроссбоди.